# Константин VII Порфирогенит
Константин VII Порфирогенит (грчки: Κωνσταντίνος Ζ΄ Πορφυρογέννητος, Цариград, 2. септембар 905 — Цариград, 9. новембар 959) био је византијски цар (913—959) и аутократор (од 945. године). Такође се бавио и историографским радом. Као историчар, написао је четири знаменита дјела, заједно са својим сарадницима: Спис о народима, Спис о церемонијама, Спис о темама и Живот Василијев.

## Биографија
Константин је рођен 905. године у Цариграду, као син византијског цара Лава VI Мудрог из његовог ванбрачног односа са Зојом Корбонопсином. Упркос томе, крштење царевог новорођеног, а такође и јединог сина обавио је 6. јануара 906. године цариградски патријарх Никола Мистик.
После смрти Лава VI (912) државом је као аутократор управљао његов брат, цар Александар I, али он је умро већ средином 913. године, након чега је малолетни Константин остао једини цар. Стварна власт је дата регенству, које је прво водио патријарх Никола Мистик, а после њега царица Зоја, мајка Константина VII. На крају је 920. године пуну власт узео Роман I Лакапин (ум. 944), као цар-савладар и таст Константинов. Константин успео је да преузме власт тек 945. године, а након тога је владао самостално, све до своје смрти 959. године.
Његова владавина је са политичког аспекта без већег значаја, али зато његова научно литерарна делатност заузима једно од најистакнутијих места и у византијској културној историји. Константин је имао смисла и љубави за науку и уметност. Цар је око себе окупио групу способних и образованих сарадника који су му помагали на спремању материјала, а суделовали су и у писању, тако је тешко одвојити шта је писао сам цар а шта сарадници. Карактер дела овог круга је компилаторски али баш у томе је њихова вредност јер доносе вести старијих изгубљених извора.
Константинова дела су богата информацијама. Најпознатије његово дело је „De administrando imperio“ (О управљању царством) које има дидактички карактер и намењен је царевом сину, каснијем цару Роману II. У том делу, Константин Порфирогенит даје податке о земљама и народима са којима је Византија долазила у додир, међу њима и Словенима. Дело је нарочито значајно за проучавање историје српског народа, јер Порфирогенит пише о доласку Срба на Балкан у 7. веку наше ере. Обично се истиче да је дело настало 948-952. године.
Још раније од овог Константиновог дела настало је његово дело „De thematibus“ (О темама) који је написао око 934. Тај спис описује византијске управне јединице-теме у Константиново време, али дело се више односи на стање у 5. и 6. веку.
Треће, уједно и најопширније дело цара-писца носи назив „De ceremonius aulae Bizantinae“ (О церемонијама византијског двора). Оно је настало после 952. године и доноси опис византијских обреда на дворовима и византијским церемонијама.
Последње историјско дело цара Константина Порфирогенита је била биографија његовог деде, Василија I Македонца, оснивача Македонске династије и једног од најмоћнијих византијских царева у 9. веку.

## Владавина стрица Александра
Питање четвртог брака Лава VI дуго је узбуњивало византијски свет. Кад је маја месеца 912. Лав VI умро, законитост Константиновог положаја је опет дошла у питање. Од тада па за седам година, две непријатељске амбиције ће стајати једна према другој: Зое, ватрена у одбрани свога царског достојанства, свога брака и свога сина, и патријарх Никола, не мање ватрен у тражењу одмазде, трудећи се да победе начела која је он бранио и да оствари своју жељу за влашћу.
По обећању које је сенат дао василеусу на самрти, млади Константин VII би проглашен за цара. Али он је имао за друга и за тутора свога стрица Александра, а прва брига овога била је да сурово истера Зоју из двора и да на патријаршијску столицу врати Николу. Првосвештеник се вратио из прогонства вођен жељом за осветом; охолији у своме тријумфу и безочнији но икад, он је упорно ишао за тим да задовољи своју мржњу и сигуран да ће се тиме допасти василеусу Александру, чију је политику тако помагао, он није штедео ништа и никога. Пречасни Јефтимије добио је први ударац. Позван да изађе пред скупштину која се држала у палати Магнаур, био је не само збачен и анатемисан, него се Никола толико заборави да га је почео подло вређати, а слуге патријархове, јурнувши на несрећника, исцепаше његово свештеничко одело, оборише га на земљу, ишчупаше му браду, поломише зубе, и најпосле га толико изудараше ногама и песницама да је остао онесвешћен на месту и с тешком се муком спасао смрти.
То није било довољно да ублажи мржњу Николину. Он је хтео да се освети свима који су били узрок немилости у коју је пао и његовом прогонству, царици Зое, римском прелату, и самом покојном цару. У дугој представци коју је упутио папи Анастасију, он је изложио са свога гледишта цео ток четврте женидбе, износећи са увредљивом строгошћу понашање василеусово, кудећи са понижавајућим сажаљењем слабост Сергија III кога су преварили легати, дајући поуке Латинима, захтевајући нарочито неодложно да се поправе учињене саблазни. Он у четвртој женидби царевој није хтео да види ништа друго до разврат, нечисту везу, достојну једнога скота и стидну за људску природу; и ако је пристајао да се опрости мртвима, он је у накнаду тражио да се кривци који су још у животу, Зое и њен син, строго осуде. Цар Александар радио је у Риму у истом смислу. Он је мрзео сина свога брата, чији му је живот затварао путеве ка највишој власти; он је страсно желео да његово рођење огласи за незаконито; чак је помишљао, кажу, да се ослободи тога детета, које му је сметало, начинивши га евнухом; и с тешком муком су успели; ла га одврате од те свирепе намере. Срећом по младога Константина, Александар умре јуна месеца 913. ; али пре но што ће умрети, постарао се да за председника намесничког савета одреди патријарха Николу. Знао је да може рачунати на првосвештеника да ће продужити његову политику и задовољити његову мржњу.
Док се Александар борио с душом, Зоја, увек; енергична, покушала је један смео испад; она се појавила у Светој Палати, изјавивши да хоће да види; свога сина, и да се разговара за самртником; мислила је да се тако дочепа власти. Никола нареди да је сурово отерају. Затим, да би се коначно ослободио те могуће супарнице, свемоћни намесник, највиши господар државе, издао је један указ којим забрањује царици приступ у царски стан, и одузима јој чак и титулу василисе; мало доцније, он је чак примора да уђе у манастир, и мислио је да ће тако убудуће бити мртва за свет. Али Зоја је била противница достојна патријарха. Из дна манастира где су је преко њене воље били затворили, она је само чекала прилику да упропасти свога супарника. И убрзо је нађе. Строгост са којом су намесници угушили побуну Константина Дуке, изазвала је велика незадовољства против њих; с друге стране, у двору, млади цар је тражио своју мајку. Требало се решити да је поврате: то је било у октобру 913.
За то време Симеон је појачао нападе против Византије, искоришћавајући у Цариграду готово уобичајене кризе око наследства. Византија је, осећајући велику опасност, напрегла све своје снаге да одоли Бугарима. Цариградска дипломатија постала је веома активна тражећи на све стране савезнике. У невољи обратила се и Србима. Драчки заповедник Лав Рабдух дошао је лично у неретвански крај, који је тад био под влашћу Петровом, с мисијом да придобије Србе против Бугара, у вези с Мађарима. Захумски жупан Микајло Вишевић, кога је Петар потиснуо из Захумља на суседна острва, обавести о тим преговорима Бугаре. Он је уопште био пришао бугарској политици, надајући се да ће њиховом помоћу сузбити Петра, који је показивао тежње да се ослободи бугарског притиска. Михајло је још 912. год. ухватио сина млетачког дужда и доцнијег дужда Петра Бадоарија, кад се из Цариграда враћао у Млетке, и послао га је Симеону.

## Регентство царице Зоје
Вративши се тако на место, она се тиме користи да своје људе понамешта на важне положаје; она удаљи љубимце покојнога цара Александра, које је он наместио у намеснички савет, затим, дрско, нападе на патријарха. Смела жена, као што је била, она је сасвим просто мислила да га да убити; Никола успе да умакне убицама, и склони се у Свету Софију и двадесет и два дана није смео да остави то неприкосновено склониште. Зоја је ликовала. Већ је помишљала да првосвештеника свргне и нудила је његово место Јефтимију; али се овај уклањао; Никола је, уосталом, још био моћан; ступише дакле у преговоре. Патријарх обећа да ће се убудуће бавити само црквеним пословима, да ће се одрећи владе у држави, да се више неће појављивати у двору док не буде позван; обавеже се да ће помињати Зое у званичним молитвама поред василеуса њеног сина, да ће је свечано прогласити за Августу. По ту цену он је добио потпуно помиловање за прошлост и право да задржи своје црквено достојанство. У тој борби за круну која се водила између Зоје и Николе, свештеник је био коначно побеђен (фебруара 914. ).
Политика бугарског поглавара Симеона била је јасна: он је, да пресече све те опасне везе против себе, погодио најпре најјачег противника. У бици код Анхијала, 917. године, он је страховито потукао Грке. Одмах за тим, док је једну војску упутио на Цариград, кренуо је другу на Србе, да сруши Петра и доведе на владу Павла Брановића, унука Мутимирова. Али је Петар био јак; одржао се с успехом против свих дотадашњих нападаја; и није било невероватно да ће и сада његов отпор бити врло снажан. Стога Бугари смислише превару. Они га, под заклетвом, позваше на договор. Кад је он поверовао заклетви и дошао, они га ухватише и везана одведоше у Бугарску. Тамо је и умро у Симеоновој тамници. Владу у Србији преузе бугарски штићеник Павле Брановић, признавши Симеонову врховну власт. После тих својих победа Симеон се 918. год. крунисао за цара, створивши у исто време и бугарску патријаршију.
Неуспеси византијски доведоше у Цариграду до великих промена. Зоја, поставши регенткиња, показа се заиста неспособна да се одупре сплеткама које су је окружавале. Царица је одавно имала једнога љубимца, Константина, за кога је, још за живота Лава VI, била осумњичена да има нешто више него благонаклоности. Тај човек, који је пао у немилост заједно са царицом, вратио се, наравно, с њом на власт и вршио је свемоћни утицај на владаркин дух. Успело се да се због тога пробуди сумња младога цара; њему блиски људи представише му љубимца како се спрема да га збаци и помишља да на престо доведе свога сопственог зета Лава Фоку. Склопи се завера. Против Константина и његовог рођака тражили су помоћи од флоте, и велики адмирал Роман Лакапен доби од василеуса писмену заповест и прими налог да затвори љубимца. Тај је ударац био уперен право на царицу. Очајна, она јурну на терасу Буколеона, питајући свога сина, своје пријатеље, шта значи та побуна. Одговорише јој да је њена влада свршена, да власт прелази у друге руке; и одмах сутрадан хтели су да је отерају с двора. Тада, сва у сузама, бацивши се у наручја свога сина, она се позва на своја материнска права и преклињаше да је задрже. Млади Константин, дирнут, попусти и рече:
Оставите моју мајку поред мене.
Али ако је остала на двору, она је изгубила највишу власт. То је било 918.

## Патријарх Никола као регент
У овим критичним околностима само је један човек изгледао способан да узме власт у своје руке. То је био патријарх Никола, који док је био у немилости није ништа изгубио од своје енергије и од своје амбиције. Њему се и сама Зоја у тренутку револуције, кад је њен љубимац подлегао, била обратила, као једином ослонцу који је могла наћи; њему је василеус поверио звање првога министра. Он је био на том месту кад се, марта месеца 919. подигао Роман Лекапен, заповедник флоте, а касније и таст цара Константина, дочепао се двора и владареве личности, очекујући блиски дан кад ће се придружити престолу, први од онога низа насилника који су више пута у току X века владали византијском монархијом под именом законитих василеуса.

## Регентство и владавина Романа Лакапина
Око Романа Лакапена сусретоше се последњи пут двоје противника, чије су борбе и амбиције :већ скоро двадесет година испуњавале историју Свете Палате. Кажу да је Зоја, још увек лепа, помишљала, да би се опет дочепала власти, да заведе скоројевића, и да се уда за њега; извесно је у сваком случају да је покушала, пошто је њена странка била сломљена у буни Лава Фоке, да отрује насилника. Она није успела и морала је отићи, прогнана са двора овог пута занавек, да у манастиру Свете Еуфимије Петрионске заврши свој буран и драматичан живот. За то време Никола је ликовао.
Јуна месеца 920. године, колико да угоди Роману и да задовољи своју личну осветољубивост толико да оконча расцеп који је произишао из тетрагамије, патријарх обзнани чувени акт познат под именом „проглас слоге". Наједном свечаном скупу, грчка Црква, у присуству василеуса, Романа и Константина, прославила је повраћену слогу између присталица Николиних и Јефтимијевих. Помирење је извршено на рачун цара Лава VI. Црква је свакојако изузетно, допустивши тај чин, пристала да опрости, чак и да озакони четврту женидбу цареву; али се у толико више показивала непопустљива у одржању канонских начела, и строгим изразима је осуђивала бракове те врсте. „Сложно изјављујемо", рекли су главари цркве у својој пресуди, „да је четврта женидба ствар апсолутно забрањена. Ко год, се буде усудио да је закључи, биће искључен са сваке црквене службе, догод буде остао у наложништву. Оцеви пре нас пресудили су тако, и ми ближе одређујући њихову мисао, проглашујемо да је то дело противно свакој хришћанској установи.“ Са истом таквом строгошћу, првосвештеници су осудили и трећу женидбу. „Треба, говорили су, ишчистити ту срамоту, као што се чисти ђубре, кад је, уместо да буде бачено у један кут, растурено по целој кући". И тумачећи ове речи, патријарх Никола је победоносно писао папи да су, из обзира према царском величанству, милостиво поступали, али да је четврта женидба противна добрим обичајима и црквеној дисциплини.
Млади цар Константин VII морао је присуствовати читању акта који жигоше бракове сличне ономе из кога је он рођен; он је сваке године морао свечано прослављати ту светковину јединства која га је подсећала на тако мучне успомене. То је за царско достојанство било тешко понижење, за цркву победа на коју је она с правом била горда, за патријарха Николу, њеног поглавара, тријумф коме нема равна, после толико борбе, падања у немилост и неочекиваног враћања среће. Па ипак, и поред спољњег изгледа, ако се посматра суштина ствари, видеће се да је, својом упорном жељом да има сина, узастопним женидбама које је склапао у том циљу, вештом отпорношћу коју је унео у питање четврте женидбе, Лав VI учинио велику услугу царевини и династији. Присуство једног законитог наследника, око кога су се скупили сви верни, једино је спасло Византију да после смрти василеусове не утоне у хаос револуција. Живот овога детета, представника Македонског Дома осујетио је славољубиве намере Константина Дуке, и Лава Фоке, и спречио Романа Лекапена да коначно утврди своје наследнике на власти. Ако је владалачка породица македонска, уместо да проведе неколико кратких година на престолу, владала Византијом скоро два века и дала јој славу и напредак, она то поглавито дугује старању Лава VI, гипкој дипломатији и мирној храбрости са којима је тај владалац кроз све тешкоће, и поред противљења Цркве, ишао циљу који је себи поставио и остварио га.
Удаја Романове кћерке за цара Каонатантина увреди Симеона, који је имао уговор с Византијом да његова кћи постане њихова царица и да тако он сам дође до утицаја у Цариграду. Нови рат био је неизбежан, и почео је врло брзо. У то време налазио се у Цариграду српски кнежевић Захарија, који се пред Петром био склонио у Хрватску. Византијска дипломатија понуди Захарији, да с њиховом помоћу изведе преврат у Србији и сруши бугарског штићеника Павла. Грци су очевидно хтели да Бугаре запосле на тој страни и одврате од Цариграда. Захаријин покушај није успео. Сам Захарија би ухваћен и послат у Бугарску, где је чуван у оковима (920/21. год.). Али мало иза тога улоге се потпуно мењају. Сигурно потакнут грчким обећањима, а можда и изазван каквом суровошћу Бугара, сам Павле се дигао против Симеона. Али, као и други пре њега, немаде успеха. Симеон посла са својом војском против њега Захарију, за кога је држао да га је бављење у Бугарској научило памети. Павле би збачен, а Захарија дође на власт, 922. год. Али Захарија није био пријатељ Бугара. Њихов притисак определио га је брзо, да настави своје раније везе с Византијом. Као повод за нови став њему је добродошао један устанак у самој Бугарској, који је избио 923. год. Да ли је он дао какве помоћи устаницима и да ли је имао уопште каквих веза с њима не зна се поуздано, али је сигурно да се сам определио против Симеона. Због тога Симеон упути у Србију једну казнену експедицију, којој беху на челу Теодор Сигрица и Мармај, оне исте вође које су с Павлом Брановићем и раније долазиле тамо против Петра. Срби сузбише ту војску с великим бугарским губицима; у борби им падоше обе вође. Као доказ своје победе Захарија посла у Цариград њихове главе и оружје. Киван ради тог пораза, Симеон посла у Србију нову, знатно јачу војску, и уза њу, тобоже као новог кандидата за престо, Клонимирова сина Часлава. Захарија се препаде од те нове силе и, не смејући да је сачека у земљи, побеже у Хрватску. Србија је, ипак, могла да даде отпора; Бугари су били добро обавештени о свом прошлом поразу. Зато поново прибегавају лукавству. Позивајући српске жупане да дођу на једно одређено место и прихвате свог новог владара Часлава, они су се клели, да не мисле ништа рђаво. Заборавивши сличну лаковерност Петрову, Срби повероваше и дођоше на то место. Ту вође бише одмах похватане, а обезглављен народ поста лак плен бугарског нападаја. Бугари уђоше у Србију, похваташе тамо велик део становништва "од малог до великог" и одведоше га у Бугарску. Један само део, западни свакако, успео је да се спасе у Хрватску. Ово заштићивање Срба и везе Хрвата с Византијом изазваше Симеона да крене војску и на Хрватску, али је у том потхвату био зле среће. Хрватски краљ Томислав с успехом је одбио бугарске нападаје, предузимане, истина, на тој даљини, с невеликим снагама. Србија је међутим постала обична бугарска покрајина.
Михајло Вишевић, противник Петра Гојниковића, а савезник цара Симеона, као да се у последње време био повукао од Бугара. После пада Петрова он је сигурно добио натраг своју захумску област и пратио, без живљег учешћа, борбе у Рашкој. О његову држању за време овог тешког ратовања између Срба и Хрвата с једне и Бугара с друге стране нема никаква помена. Тек 925. спомиње се он, уз краља Томислава, као учесник на спљетском црквеном сабору, на ком се расправљало о словенском богослужењу у Хрватској и суседству. По свему се чини, да Михајло није био тада потпуно самосталан, него да је зависио од Томислава. По закључку тог сабора Сплит је постао црквена метропола не само хрватске, него и захумске српске државе. Михајло се, после тога, јавља као известан војнички чинилац. 10. јула 926. узео је италијански град Сипонт, који је номинално био византијски, али је лако могао постати плен пљачкашких Арапа или Лангобарда. Очевидно је, да Михајло није морао узимати тај удаљени италијански град за свој рачун, јер га не би могао трајно одржати. Није, међутим, сигурно, да ли је то чинио ради плена, из гусарске склоности; или по жељи Томислављевој; или, можда, по поруци из Цариграда. Јер недуго иза тога је ушао у везе с Византијом и добио је отуд племство и титулу "антипата", тј. намесника.
После смрти цара Симеона (27. маја 927.) Бугарска поче нагло опадати. Свађе насташе у самој династији између царевих синова; у бољарским редовима, дуго притискиваним силним царевим ауторитетом, јавише се велики прохтеви; ратом заморена земља тражила је одушке. Богумилски покрет, који узе нагло да се шири, био је чиста реакција освајачком духу Симеонове политике: људи су тражили угушивање страсти, враћања одрицању и спорила су власти. Постанак те секте веже се уз име неког свештеника Богумила, који се јавио за време Симеонова наследника, цара Петра; у ствари, то је низ учења која потичу из старих гностика, а имају дубљих веза са павликијанцима и манихејима. У основи дуалистичка, као све вере Истока, богумилска секта је тај дуализам наглашавала до краја у свима појавама: бога и ђавола, односно душе и тела, вере и државе. Главни проповедници те вере били су павликански Сирци и Јермени, који су били колонизовани на Балкану од VII-X века; али се покрет развио нарочито после смрти цара Симеона, кад је незадовољство у земљи могло да се слободније изрази. Богумили су имали извесних рационалистичких црта; били су противници верских симболизација, апстрактних теорија и догматичарства; тражили су, да се Христова вера разуме онако како је проповедана, без наслањања на Стари Завет, проста и једноставна, али дубока по својој суштини. Одбацују крст и крштење деце, причест, васкрс мртвих. Не верују у чистилиште и загробни живот. Љути су противници хијерархије и некришћанског сјаја цркве. Овај свет сујете није дело божје него ђаволско; стога треба духовним савладати телесно; вратити се извору правог апостолског хришћанског живота. Противници богумила, као чувени Козма Презвитер, нападају их прекорима, да су противници власти, да осуђују богатства, да буне слуге против господара, да дају женама много права. Да је та социјална критика имала своје оправданости види се из речи, које говори сам Козма: свештеници странствују по туђим земљама, па и у рођеној; не брину се о пастви него само о себи и својима; учествују у метежима, или пијанче "будући слуге утроби, а не богу", или се заносе похотом; или се баве трговачким пословима; кад оду у манастире, не могући подносити аскезу и дисциплину, враћају се старом животу "као пси на своје бљувотине". Учење богумила имало је великог успеха, нарочито међу Словенима. С извесним демократским особинама, с нешто националних црта видних у самом имену секте, у називима браће (дед, стројник), богумилизам им је постао близак и драг. Било је можда и извесног социјално-политичког опредељења. Власти су у Бугарској биле још увек стари бугарски бољари, са још неистртим племенским осећањима; или под Петром, на двору, грчке. Словени, широки пук, били су носиоци главних терета. Није случајно, да се у једној-две од познатих богумилских организација, међу Брсјацима и Друговићима, на доњем Вардару и око Бабуне, организује доскора нова, од Бугара независна, држава. Можда је чак и име бабуна, које се наводи као друга ознака за богумиле, нарочито у српским областима, у вези с том организацијом. Из Бугарске и Маћедоније та је секта прешла после и у Србију, а одатле у Босну.
Прва се отцепила од Бугарске Србија. За време узајамних борби и метежа у Бугарској решио се Часлав Клонимировић да обнови своју отаџбину. Са четворицом другова он 931. год. побеже из Преслава у Рашку. О пустоши, која је тада владала у Србији, причале су се на заинтересованом цариградском двору необичне ствари. Часлав је, говорило се, затекао у земљи свега педесет људи, који су лутали планинама и хранили се ловом, а не имали ни жена ни деце. Причање је несумњиво претерано, али је вероватно да је земља личила на какво згариште и да су прометни путеви били напуштени. Такву земљу Чаславу није било тешко "заузети". Он се одмах обратио византијском двору тражећи помоћи и заштите. Цар Роман, коме је свако слабљење Бугарске било добродошло, иако се с њом смирио, а имајући и раније Србију у својим комбинацијама, прихватио је одмах понуду Часлављеву. Византија је дала за обнову Србије материјална средства, која су доносиле оне избеглице што су се из Бугарске, преко Цариграда, или из Византије саме, враћале у отаџбину. Вратиће се и бегунци из Хрватске и других суседних земаља. Србија се, заједничком сарадњом, брзо опорављала. Бугарска није, колико се зна, заузета домаћим злом, предузимала ништа против Часлава; вероватно је томе допринело и држање Византије, која је одмах показала жив интерес за српско питање.

## Самостална владавина
После трећине века 945. године Константин је почео владати сам јер је срушио Лакапинову породицу.
За владе цара Константина Порфирогенита, стално помаган од Византије као њен штићеник, Часлав је успео да знатно утврди своју власт и ојача Србију. Он је био још жив, кад је цар писао свој важни спис De administrando imperio, у ком је навео границе тадашње српске државе. Србија је тада обухватала данашњу Босну до Пливе, Цетине и Лијевна на западу; Травунија и Конавље признавали су српску власт, а Захумље и Неретљанска област означавани су као подручје српског становништва и државе. На истоку је српска граница допирала до Раса, а према северу ишла је до Рудника и можда до Саве. На југу се Часлав наслањао на српска племена у Дукљи. Часлав је имао ширу државу него Властимир, али је средиште и његове државе било у данашњој источној Босни и североисточној Херцеговини и западној Србији; од извора Неретве до западне Мораве. Тај крај, за више од два века, представља средиште српског племена и заметак српске државе. Ужи назив Србија Порфирогенит даје за североисточну Босну са Солима и за крај од извора Лима, Раса па до Рудника, називајући то "покрштеном Србијом". Али у цара се налази и шири обим тог имена. Први пут се код њега, дакле средином X века, за ову читаву Чаславову творевину, употребљава име Србија, ι Σερβλια. Под српским именом Порфирогенит обухвата сва племена, која су ушла у обим Чаславове државе, Босанце, Рашане, Требињце, Конављане, Дукљане, Захумце и Неретљане. Под Чаславом се, дакле, врши прво српско племенско груписање у нашој прошлости, и то као реакција на бугарску освајачку политику Симеонова времена. Династија Вишевића губи свој значај иако се Михајло у другом делу своје владавине, пред крај Симеонова живота, приближио Византији и био примљен од ње.
Србе и Хрвате од почетка X века често и сурово нападају Мађари, било да на њих ударају непосредно, било да преко њихова подручја продиру у туђе области. Последње године владе цара Константина, 959., о Васкрсу, они продиру дубоко у Византију, до близу саме престонице. У тим нападајима није, вероватно, била поштеђена ни Србија. У Дукљанској Хроници има подужа прича о том, како је Часлав дошао у сукоб с Мађарима и погинуо од њих. Неки вођа мађарски, Киш, упао је с војском у Босну и пленио је. Часлав пожури са својим четама проти њега. Стиже га негде код Дрине и потпуно га потуче; сам Киш погибе у тој борби. Његова удовица пође поглавици мађарском с молбом, да јој да нову војску, да би осветила мужа. Са "небројеном војском", прича хроника, пошла је она против Часлава. Затекла га је негде у Срему. По ноћи, изненада, напали су Мађари на Србе, потукли их и ухватили и самог Часлава и сву његову мушку родбину. По наредби Кишове удовице, везали су им ноге и руке и побацали их све у Саву. То је било негде око 960. год.
С Чаславом је пала и његова државна творевина. Једини историјски извор за то време, врло мутан и непоуздан, Љетопис Попа Дукљанина, забележила је само чињеницу, да се Србија иза Часлављеве погибије распала у мање јединице и да је такво стање трајало дуже времена. Рашка се одвојила од Босне, коју је освојио хрватски краљ Крешимир II. Босански бан, видевши да му не може одолети, побеже Мађарима. У осталим српским покрајинама узеше власт локални господари. Тако се прича за требињску област, да је у њој образована посебна кнежевина.

## Породично стабло
|  |                                         |  |  |  |  |  |  |  |  |  |  |  |  |  |  |  |
|  | 4. Василије I Македонац или Михаило III |  |  |  |  |  |  |  |  |  |  |  |  |  |  |  |
|  |                                         |  |  |  |  |  |  |  |  |  |  |  |  |  |  |  |
|  |                                         |  |  |  |  |  |  |  |  |  |  |  |  |  |  |  |
|  | 2. Лав VI Мудри                         |  |  |  |  |  |  |  |  |  |  |  |  |  |  |  |
|  |                                         |  |  |  |  |  |  |  |  |  |  |  |  |  |  |  |
|  |                                         |  |  |  |  |  |  |  |  |  |  |  |  |  |  |  |
|  | 5. Евдокија Ингерина                    |  |  |  |  |  |  |  |  |  |  |  |  |  |  |  |
|  |                                         |  |  |  |  |  |  |  |  |  |  |  |  |  |  |  |
|  |                                         |  |  |  |  |  |  |  |  |  |  |  |  |  |  |  |
|  | 1. Константин VII Порфирогенит          |  |  |  |  |  |  |  |  |  |  |  |  |  |  |  |
|  |                                         |  |  |  |  |  |  |  |  |  |  |  |  |  |  |  |
|  |                                         |  |  |  |  |  |  |  |  |  |  |  |  |  |  |  |
|  | 3. Зоја Карбонопсина                    |  |  |  |  |  |  |  |  |  |  |  |  |  |  |  |
|  |                                         |  |  |  |  |  |  |  |  |  |  |  |  |  |  |  |
|  |                                         |  |  |  |  |  |  |  |  |  |  |  |  |  |  |  |